# Koubia (prefectuur)
Koubia is een prefectuur in de regio Labé van Guinee. De hoofdstad is Koubia. De prefectuur heeft een oppervlakte van 3.570 km² en heeft 100.170 inwoners.
De prefectuur ligt in het noorden van het land, in het hoogland van Fouta Djalon. Verder grenst de prefectuur aan Mali. De Fulani (Peul) vormen een etnische meerderheidsgroep.

## Subprefecturen
De prefectuur is administratief verdeeld in 6 sub-prefecturen:
1. Koubia-Centre
2. Fafaya
3. Gadha-Woundou
4. Matakaou
5. Missira
6. Pilimini